# Пересопниця
Пересо́пниця — село Рівненського району Рівненської області на берегах річки Стубли, притоці Горині. Належить Дядьковицькій сільській громаді.
В XI–XIII століттях одне з двох головних міст Погорини.
29 серпня 1561 року в монастирі Різдва Пресвятої Богородиці завершено праці над створенням національного символу українців — Пересопницького Євангелія.

## Герб
У щиті, перетятому срібним і червоним, поверх всього лазурова хвиляста балка. У першій частині срібна фортеця, що супроводжується зверху чорними літерами "1149". У другій частині срібна відкрита книга, що супроводжується знизу такими ж літерами "1561".

## Археологія
Поселення відкрите на острові в долині річки Омелянка — притоки Стубли, що впадає до річки Горинь. Розкопки ранньосередньовічного поселення проводила експедиція Львівського історичного музею під керівництвом В. С. Шеломенцева-Терського.
Відкрито одну яму культури кулястих амфор, перекриття якої знаходилося на глибині 0,7—0,8 м від сучасної поверхні.
Вона мала форму неправильного овалу розміром 1,35×1,75 м, а також була прямокутною у перетині, глибиною 0,7 м із двошаровим заповненням. Верхній горизонт ями потужністю біля 30 см складався зі світлої материкової глини, перемішаної з більш темною та домішками перепаленої глини, обмазки, деревного вугілля й попелу. У цьому шарі знаходилося багато фрагментів кераміки, крем'яних виробів та кісток тварин (вівців/кіз, диких кабанів, сарн, бобрів). Нижній горизонт ями складався з меншої кількості фрагментів кераміки. Тут, над дном ями, у її північно-західній частині, відкрито концентрацію шматків перепаленої глини і тонкий шар затверділого попелу.
У заповненні ями знайдено фрагменти 17 посудин, 5 крем'яних виробів та кістяне вістря.
Кістки тварин було передано до Лабораторії радіовуглецевого аналізу НАН України в Києві. Отримано визначення (Кі-5075) 3910 ± 50 років тому.

## Історія

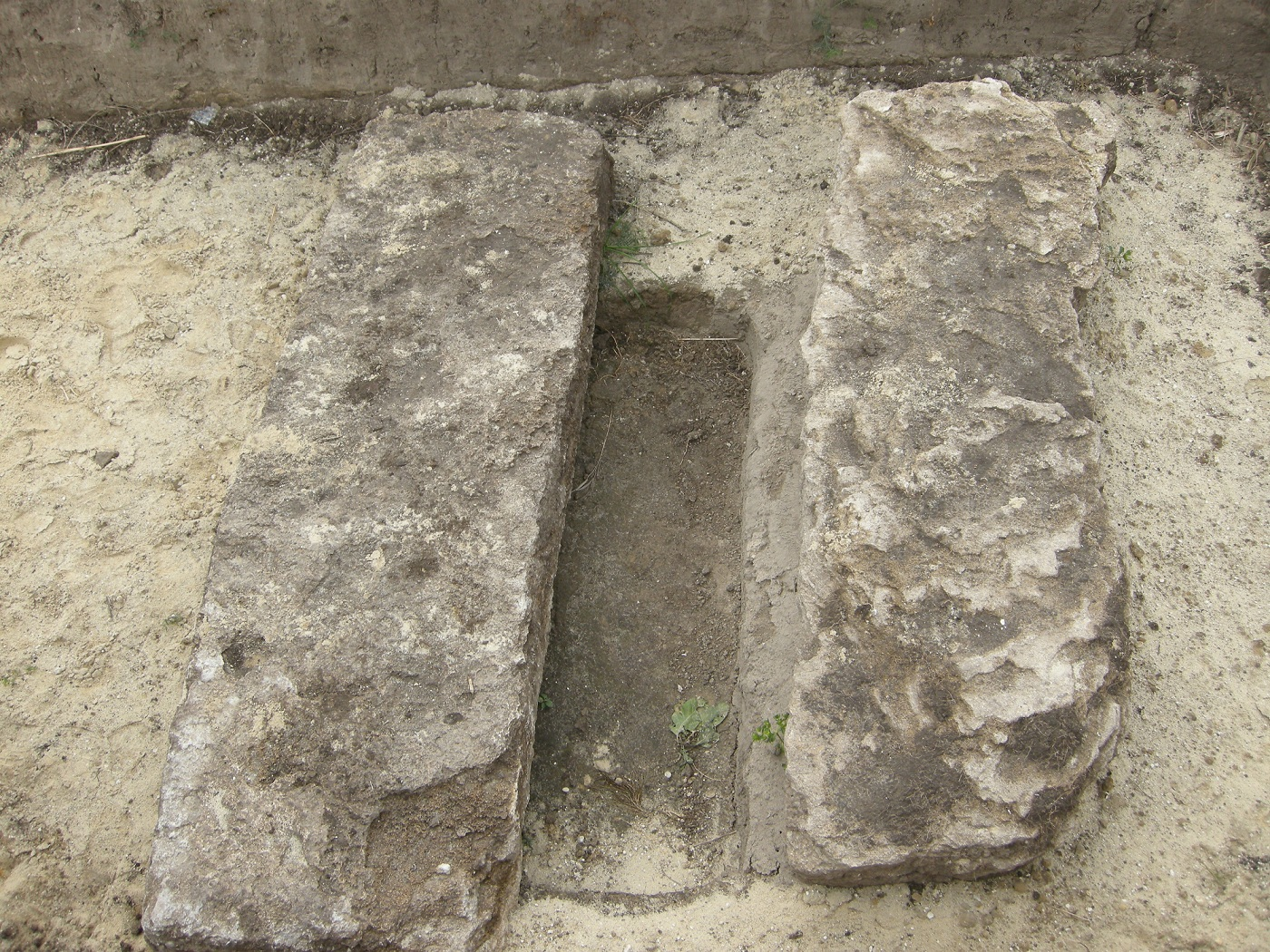
Кам'яні надмогильні плити на місці поховання XII—XIII століть в урочищі Пастівник

Вперше в літописних списках згадується під 1149 роком як одне з важливих міст Русі. Лише в руських літописах Київському та Галицько-Волинському про неї згадують 18 разів.
У 1149–1246 роках тут правили князі з роду Рюриковичів: В'ячеслав Володимирович, Гліб, Мстислав і Андрій (сини Юрія Долгорукого), Ізяслав Мстиславич, Володимир Андрійович, Володимир Мстиславович, Мстислав Ярославович (Німий), Василько Романович.
1240 року Пересопницю та навколишнє князівство спустошили татари під командуванням монгольського хана Батия.
Дружина князя Чорторийського Михайла Васильовича Марія — донька луцького старости Немирі Резановича — отримала від короля 4 вересня 1504 року грамоту на монастир в Пересопниці.

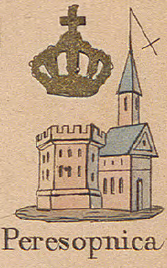
Пересопниця на мапі Зигмунда Герстмана

Князь Юрій Іванович Чорторийський (луцький староста, спочатку православний, з 1598 року уніят) — в 1595 році подарував руським ченцям на утримування шпиталю для вбогих село Пересопницю та кілька інших. Однак його син Микола-Юрій за згодою короля записав село для утримування католицької парафії мансіонаріїв у місті Клевань.

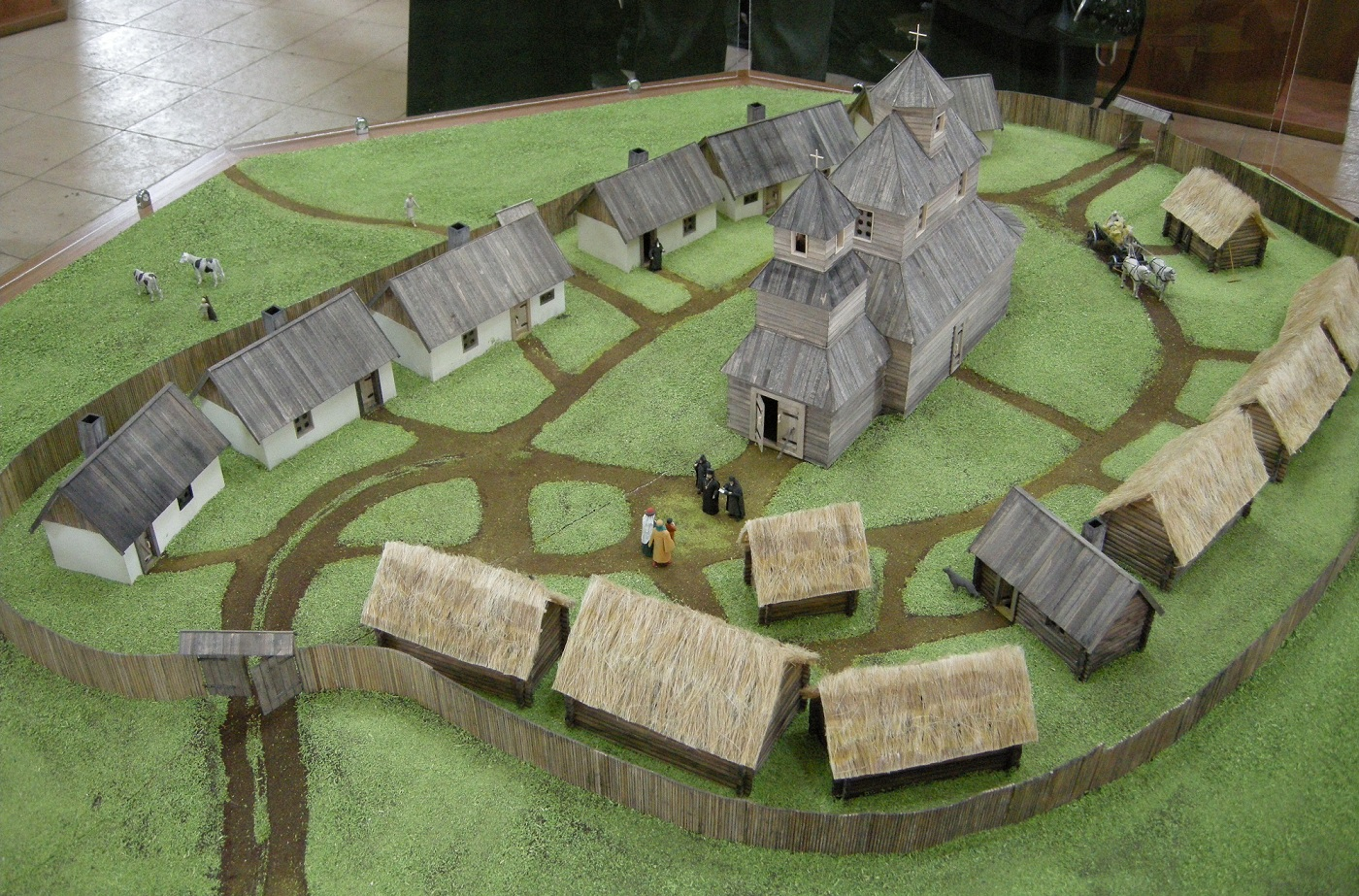
Пересопницький монастир Різдва Пресвятої Богородиці. Макет

З православним монастирем у Пересопниці пов'язана історія створення Пересопницького Євангелія. У 1561 році тут завершено переклад, переписування і оздоблення книги. Це був перший відомий такий переклад Святого Письма з язика болгарського(словянська) на тодішню мову руську(староукраїнська мова) як це писано в ПересепницькомуЄвангеліє.Пересопницьке Євангеліє переписали на 482 пергаментних аркушах і по-мистецьки оздобили малюнками (зображеннями 4 євангелістів), заставками та рослинним орнаментом.
Нині Пересопницьке Євангеліє зберігається в Національній бібліотеці України імені В. І. Вернадського. Саме на ньому складають присягу на вірність Україні її Президенти.
У травні 1989 року з ініціативи Рівненської Просвіти у селі відкрито пам'ятний знак Пересопницькому Євангелію.
29 серпня 2011 році у Пересопниці відбулося всеукраїнське святкування 450-річчя Пересопницького Євангелія. Відкрито Культурно-археологічний центр «Пересопниця» (музей-пантеон (три яруси з оглядовими майданчиками, автор проєкту — архітектор Віктор Ковальчук).

## Населення
Згідно з переписом УРСР 1989 року чисельність наявного населення села становила 172 особи, з яких 67 чоловіків та 105 жінок.
За переписом населення України 2001 року в селі мешкало 139 осіб. 100 % населення вказало своєю рідною мовою українську мову.

## Список пересопницьких князів
- Вячеслав Володимирович (1147–1149)
- Мстислав Юрійович (1150)
- Андрій Боголюбський (1150–1151)
- Володимир Андрійович (1152–1154)
- Мстислав II Ізяславич (1155–1156)
- Мстислав Ярославич Німий (1180–1225)
- Василько Романович (1225–1269)

З 1225 року Пересопницька волость увійшла в склад Волинського князівства Романовичів.

## Легенда про Суботову долину
Це було в часи монголо-татарського іга, коли на містечко Пересопницю напали орди татарські. Криваві бої точились у цей час біля Пересопницької фортеці. І ось один воїн на прізвище Субот зібрав ватагу людей і вирішив допомогти оборонити фортечні мури. В долині біля фортеці відбувся страшний бій. Субот захищав підступ до фортеці всіма силами. Дуже багато його людей було вбито, але вороги не змогли зламати їх опір. Шлях до воріт фортеці був вкритий трупами захисників. І досі цю долину називають Суботовою[джерело не вказане 657 днів].

## Пам'ятки
- Городище літописного міста Пересопниця (XI–ХІІІ ст.)